# Margecany
Margecany (allemand : Margarethen in der Zips) est un village de Slovaquie situé dans la région de Košice.

## Histoire
Première mention écrite du village en 1235.

## Démographie

### Évolution de la population
| Année:               | 1994. | 2004.   | 2014.   | 2024.   |
| -------------------- | ----- | ------- | ------- | ------- |
| Nombre de personnes: | 2063  | 2020    | 1940    | 1833    |
| Différence:          |       | -2,08 % | -3,96 % | -5,51 % |

| Année:               | 2023. | 2024.   |
| -------------------- | ----- | ------- |
| Nombre de personnes: | 1850  | 1833    |
| Différence:          |       | -0,91 % |

## Transport
Margecany est très mal desservi par la route, par contre le village se situe au croisement des chemins de fer de Košice à Žilina et vers Banská Bystrica via Gelnica et Brezno.